# Rewolucja Xinhai
Rewolucja Xinhai (chiń. 辛亥革命; pinyin Xīnhài Gémìng) – wydarzenia, które rozegrały się w Chinach pomiędzy 10 października 1911 a 12 lutego 1912 roku. 
Rewolucja Xinhai doprowadziła do proklamowania Republiki Chińskiej i obalenia dynastii Qing. Nazwa rewolucji pochodzi od nazwy roku w sześćdziesięcioletnim cyklu chińskiego kalendarza.
Rocznica wybuchu rewolucji jest obchodzona jako święto państwowe Republiki Chińskiej (na Tajwanie).

## Tło historyczne wybuchu rewolucji
W wyniku wojen opiumowych Chiny stały się zależne od obcych mocarstw. Pod koniec XIX wieku pojawiło się również zagrożenie ze strony modernizującej się Japonii. W 1894 dążący do przejęcia zwierzchności nad Koreą Japończycy sprowokowali wybuch wojny chińsko-japońskiej. Chiny, bezradne w obliczu japońskiej potęgi podpisały w kwietniu 1895 traktat pokojowy, na mocy którego przekazano Japonii zwierzchnictwo nad Koreą i odstąpiono Japonii wyspę Tajwan wraz z Peskadorami. Chiny musiały również zgodzić się na wysoką kontrybucję. Klęska w wojnie z Japonią rozpoczęła proces podziału Chin na strefy wpływów. W roku 1897 Niemcy otrzymały Qingdao. Rok później Chiny podpisały z Imperium Rosyjskim traktat o budowie kolei transmandżurskiej, na mocy którego cała Mandżuria znalazła się w rosyjskiej strefie wpływów, zaś porty Dalian i Lüshun (Port Artur) znalazły się pod bezpośrednim władaniem Rosji. W tym samym roku Wielka Brytania zajęła port w Weihaiwei i utworzyła własną strefę wpływów obejmującą dorzecze Jangcy. W strefie wpływów francuskich znalazła się część prowincji Guangdong. W miastach na wschodnim wybrzeżu rozpoczął się proces tworzenia stref dla cudzoziemców i otwierania ich na handel zagraniczny.
Chiny nadal były tradycyjnym, zorganizowanym ściśle według zasad konfucjańskich społeczeństwem, zamkniętym na jakiekolwiek próby reform. Elitą sprawującą rządy w państwie była nieliczna garstka Mandżurów, zaś Chińczycy na znak poddaństwa musieli nosić długie warkocze. Próba reformy kraju podjęta w 1898 przez cesarza Guangxu (Sto dni reform) zakończyła się odsunięciem cesarza od władzy przez stronnictwo skupione wokół cesarzowej wdowy Cixi i represjami wobec reformatorów.
Klęska reform doprowadziła do wyjazdu wielu reformatorów za granicę, a także powstania w kraju wielu nielegalnych stowarzyszeń. W 1899 wybuchło antymandżurskie i antycudzoziemskie powstanie bokserów. Powstańcom udało się opanować Pekin, jednak na skutek postawy cesarzowej Cixi oraz zbrojnej interwencji mocarstw zachodnich powstanie zostało stłumione w 1901.
Klęska powstania bokserów, zakończona nałożeniem na Chiny olbrzymiej kontrybucji spowodowała w Chinach wielki wstrząs. Jeszcze w czasie trwania powstania, 29 stycznia 1901 roku, cesarzowa Cixi wydała edykt reformatorski, która stała się fundamentem Nowej Polityki. Rozpoczęła się powolna modernizacja kraju, rozpoczęta modernizacją armii i zapoczątkowaną zniesieniem we wrześniu 1905 roku egzaminów urzędniczych reformą oświaty. Zreformowano administrację, tworząc nowe ministerstwa (ich poprzednia liczba nie zmieniała się od czasów dynastii Tang), zaczęto ograniczać wszechwładzę Mandżurów. Pojawił się także ruch konstytucyjny.
Dawna opozycja antymandżurska, związana z konserwatywnymi i antycudzoziemskimi grupami skupionymi wokół różnych buddyjskich i taoistycznych sekt przestała istnieć wraz z klęską bokserów. Zwolennicy reform usunięci w 1898 roku opowiadali się jedynie za reformą systemu, nie występując przeciwko władzy. Nie byli także grupą wpływową, ograniczając się głównie do kilku ośrodków chińskiej diaspory. W tej sytuacji narodziła się nowa, nowoczesna opozycja antymandżurska – ruch republikański.

## Ruch republikański

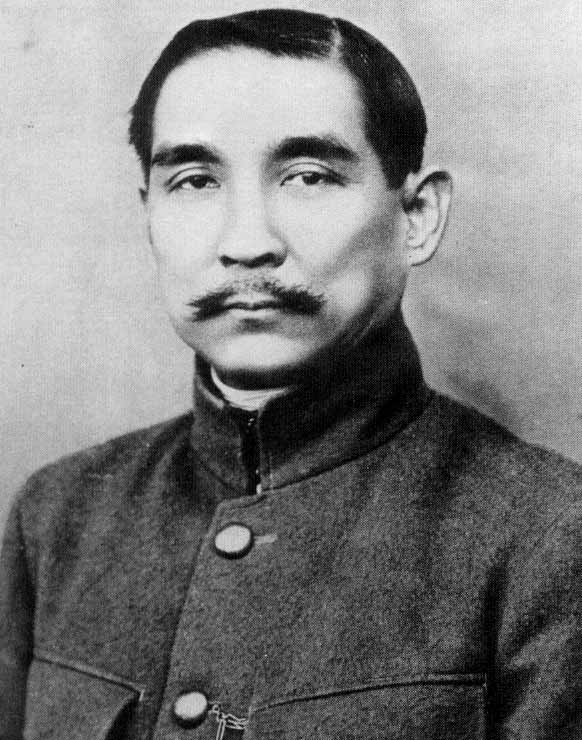
Sun Jat-sen

Ojcem ruchu republikańskiego był Sun Jat-sen. Ten doktor medycyny już w 1894 roku próbował przekonać Li Hongzhanga do swojego pomysłu reform w kraju i spotkawszy się z odmową założył w październiku tego roku Stowarzyszenie Odrodzenia Chin (Xīngzhōnghuì), które w następnych latach wszczynało kilka małych i szybko tłumionych buntów na południu Chin.
W sierpniu 1905 roku w Tokio Sun Jat-sen doprowadził do zjednoczenia niewielkich chińskich organizacji republikańskich i utworzenia Ligi Związkowej (Tongmenghui). Jej czołowymi działaczami oprócz Suna byli m.in. Song Jiaoren oraz Wang Jingwei. Organem prasowym Ligi był Dziennik Związkowy (Min bao). Sformułowany przez Suna program Ligi zakładał doprowadzenie do rewolucji w Chinach, która doprowadzi do obalenia dynastii i ustanowienia demokratycznej republiki. Liga szybko urosła w siłę, nawiązując współpracę z kołami chińskiej emigracji i działającymi w kraju antymandżurskimi Triadami. Do jesieni 1911 roku doszło do dziesięciu prób powstań w środkowych i południowych Chinach oraz wielu, zazwyczaj nieudanych, prób zamachów.
Ruch republikański mimo wszystko rozwijał się głównie w ośrodkach emigracji i części inteligencji, nie zyskując nigdy szerszego charakteru. Wpływ na to miały przede wszystkim przeprowadzone przez dwór w pierwszej dekadzie XX wieku reformy. Otwierano szkoły, rozpoczął się rozwój przemysłu, zaczęły powstawać pierwsze chińskie prywatne spółki. W 1909 roku utworzono zgromadzenia prowincjonalne, będące ograniczoną, ale pierwszą w historii Chin formą samorządu terytorialnego. Wielkie nadzieje społeczeństwa na reformę systemu załamały się jednak w maju 1911 roku, kiedy to w miejsce historycznych ministerstw utworzono pierwszy gabinet. W nowym rządzie ośmiu na trzynastu ministrów było Mandżurami, a pierwszym premierem został znany z korupcji i nepotyzmu książę Yikuang, co spowodowało wzrost antymandżurskich nastrojów.
W kwietniu 1911 roku w Kantonie doszło do wybuchu kolejnego powstania zorganizowanego przez Ligę Związkową, które mimo starannych przygotowań zakończyło się klęską i straceniem 72 jego uczestników. Klęska powstania kantońskiego spowodowała moralną klęskę Ligi Związkowej. Sun Jat-sen udał się do Stanów Zjednoczonych, gdzie usiłował szukać poparcia dla ruchu republikańskiego, zaś Song Jiaoren snuł mgliste plany nowego powstania na 1913 rok.

## Nacjonalizacja kolei i początek spisku
9 maja 1911 roku rząd cesarski wydał edykt o nacjonalizacji dwóch budowanych właśnie linii kolejowych w środkowych Chinach. Decyzja ta była ukłonem władzy w kierunku szlachty, która zainwestowała już spore pieniądze w budowę. Wykupowi miały podlegać jedynie większościowe pakiety akcji, do których dano prawo państwu i zagranicznym bankom. Mniejszościowe pakiety, znajdujące się w prywatnych rękach, zostały unieważnione.
17 czerwca przedsiębiorcy w prowincji Syczuan zawiązali Towarzystwo Obrony Kolei, które rozpoczęło serię strajków i demonstracji. Poparcia Towarzystwu udzieliło obradujące w Chengdu zgromadzenie lokalne, przy okazji wyrażając swój sprzeciw wobec wysokich podatków i domagając się zwołania konstytuanty. W odpowiedzi na wielką manifestację z 7 września gubernator Zhao Erfeng rozpoczął pacyfikację prowincji. W całej prowincji doszło do krwawych walk między chłopskimi milicjami a wojskiem; atakowano biura podatkowe, rozbijano więzienia, obalano słupy telegraficzne. Przerażony obrotem spraw pekiński rząd skierował do Syczuanu jako posiłki oddziały stacjonujące w prowincji Hubei.
24 września w Wuhanie odbyło się wspólne zebranie tajnych stowarzyszeń spiskowych, działających pod kryptonimami Związek Postępu i Towarzystwo Literackie. Spiskowcy uznali, że wydarzenia w Syczuanie są właściwym momentem do rozpoczęcia republikańskiej rewolucji. Datę jej rozpoczęcia ustalono na 16 października.

## Powstanie w Wuchangu

Flaga rewolucjonistów

9 października doszło do przypadkowego wybuchu bomby podczas produkcji materiałów wybuchowych w kwaterze powstańców na terenie rosyjskiej koncesji w Hankou. W jego wyniku służby rosyjskie odkryły kwaterę spiskowców i powiadomiły administrację cesarską.
Rankiem 10 października chińska policja rozpoczęła aresztowania wśród spiskowców. Wydarzenia te spowodowały przyspieszenie decyzji o rozpoczęciu rewolucji. Około godziny 20 padły pierwsze strzały, rozpoczynając powstanie w Wuchangu. W przeciągu wietrznej i deszczowej nocy z 10 na 11 października podoficerowie 8 batalionu saperów opanowali arsenał i zabili dowódców. O świcie 11 października, po zajęciu kwatery gubernatora, Wuchang znajdował się już w rękach rewolucjonistów. Powstańcy zmusili dowódcę stacjonujących w mieście wojsk cesarskich, Li Yuanhonga, do przejścia wraz z żołnierzami na swoją stronę, po czym powołali go na szefa tymczasowego rządu rewolucyjnego. Rząd tymczasowy ogłosił przekształcenie Chin w republikę i wezwał wszystkie prowincje do powstania. Jego pierwszą deklaracją była gwarancja bezpieczeństwa i stanu posiadania wszystkich cudzoziemców, co miało powstrzymać mocarstwa od zbrojnej interwencji po stronie Qingów.
Informacja o wybuchu rewolucji zaskoczyła przebywającego wówczas w Denver Sun Jat-sena, który natychmiast udał się do Londynu z misją przekonania rządu brytyjskiego do poparcia rewolucjonistów.

## Rewolucja

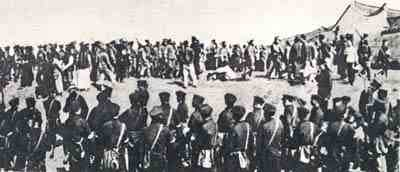
Oddział armii cesarskiej poddaje się rewolucjonistom

Po opanowaniu Wuchangu armia rewolucyjna w przeciągu kilku tygodni opanowała czternaście południowych prowincji, całkowicie likwidując znajdującą się tam armię cesarską. W wielu przypadkach całe oddziały i gubernatorzy prowincji przechodzili masowo na stronę rewolucjonistów, a zgromadzenia lokalne ogłaszały secesję. Najdłużej, do 2 grudnia, stawiał opór broniony przez Zhang Xuna Nankin.
W obliczu całkowitej klęski na południu rząd w Pekinie wezwał odtrąconego Yuan Shikaia, któremu powierzono dowództwo nad mającą stłumić rewolucję armią. Pod dowództwem Yuana Armia Beiyang ruszyła na odsiecz opierającym się armii powstańczej Duan Qiruiowi i Feng Guozhangowi i odnosząc kilka zwycięstw dotarła 27 listopada do przedmieść Wuhanu. W porozumieniu z brytyjskim konsulem Johnem Jordanem Yuan zaczął wówczas prowadzić własną grę, doprowadzając 3 grudnia do zawieszenia walk. 18 grudnia Yuan rozpoczął w Szanghaju negocjacje pokojowe z rewolucjonistami, które bezsilny rząd pekiński musiał zaakceptować.

## Powstanie Republiki Chińskiej
Już 29 października 1911 roku do Wuhanu przybyli delegaci Ligi Związkowej, Huang Xing i Song Jiaoren, gdzie zaaprobowali tymczasowy rząd rewolucyjny Li Yuanhonga. 30 listopada przedstawiciele wyzwolonych prowincji zebrali się na terenie koncesji brytyjskiej w Hankou na konferencji w sprawie utworzenia centralnego, prawomocnego gabinetu; na początku grudnia obrady przeniesiono do Nankinu.
Po rozpoczęciu negocjacji z Yuanem Shikai rozmowy zeszły na temat kwestii zachowania monarchii, o której losie miała ostatecznie zdecydować konstytuanta. 25 grudnia do Szanghaju zawinął okręt, którym powracał z wygnania Sun Jat-sen. 29 grudnia członkowie konferencji w Hankou ogłosili się zgromadzeniem narodowym i jednomyślnie obrali Suna na tymczasowego prezydenta. 
1 stycznia 1912 roku oficjalnie proklamowano utworzenie Republiki Chińskiej. Pomimo swojej tymczasowości i wewnętrznych sprzeczności co do form ustrojowych, rząd republikański niemal natychmiast wydał serię dekretów, w których m.in. zakazano krępowania stóp, palenia opium, tortur i wywożenia chińskich robotników za granicę.

## Abdykacja Qingów

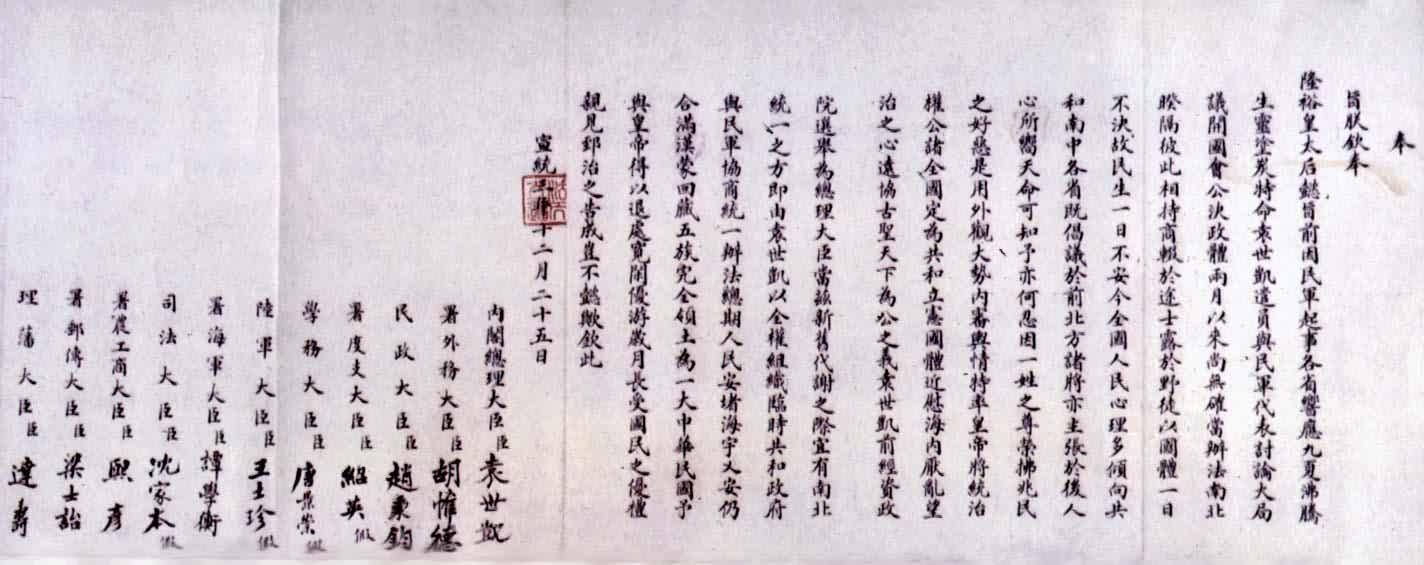
Cesarski edykt o abdykacji

Pomimo proklamacji Republiki, jej władza rozciągała się jedynie do rzeki Jangcy, zaś północne Chiny wciąż znajdowały się pod panowaniem rezydującego w Pekinie cesarza. Dążąc do rozwiązania sytuacji Sun Jat-sen zawarł w styczniu 1912 roku tajne porozumienie z Yuanem Shikai, na mocy którego zobowiązał się przekazać mu władzę, jeśli ten doprowadzi do abdykacji cesarza.
27 stycznia na polecenie Yuana grupa 47 generałów Armii Beiyang w oficjalnej depeszy zażądała abdykacji cesarza. Ostatecznie pod naciskiem Yuana na dwór 12 lutego 1912 roku cesarzowa Longyu ogłosiła abdykację małoletniego cesarza Puyi, w zamian za gwarancje ze strony rządu republikańskiego, nazywane Przyrzeczeniem dobrego traktowania. W Przyrzeczeniu rząd republikański zobowiązywał się do uznania władzy cesarza nad Zakazanym Miastem i traktowania go jako głowy obcego państwa. Dynastia Qingów miała także m.in. zachować cały majątek i otrzymywać ze skarbca Republiki stałą pensję.

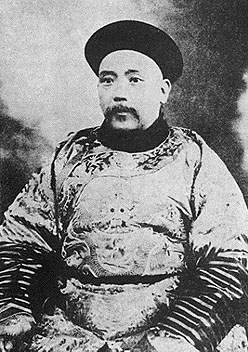
Yuan Shikai

## Rządy Yuana Shikai
10 marca 1912 roku Yuan Shikai został wybrany na drugiego prezydenta Republiki Chińskiej. 1 kwietnia zgodnie z wcześniejszymi ustaleniami Sun Jat-sen ustąpił ze stanowiska i Yuan przejął pełnię władzy. Republika Chińska uznana została na arenie międzynarodowej. Z rozkazu Yuana stolicę przeniesiono z Nankinu ponownie do Pekinu.
Rządu republikańskiego nie uznały Mongolia Zewnętrzna i Tybet, które korzystając z zamętu w Chinach ogłosiły niepodległość.